# 토머스 데커 (작가)

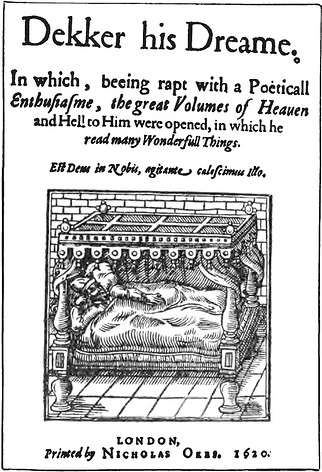
침대에 누워있는 토머스 데커

토머스 데커(Thomas Dekker, 1572년 경 ~ 1632년 8월 25일)는 잉글랜드의 극작가이다. 데커의 출생 기록은 확실치 않다. 학자들은 그가 1570년에서 1577년 사이에 런던에서 출생한 것으로 보고 있다.

## 생애
1597년도에 극작가로서 활동을 시작했는데 초기 작품으로 ≪구두장이의 휴일(The Shoemaker’s Holiday)≫과 ≪늙은 포르투나투스의 희극(The Comedy of Old Fortunatus)≫이 있다. 1604년에 데커는 ≪정숙한 창녀(The Honest Whore)≫를 완성했는데 많은 비평가들은 이 작품을 데커의 걸작으로 뽑는다. 데커는 미들턴과 함께 이 작픔을 썼는데 미들턴은 작은 기여를 한 것으로 생각된다. 이후로 데커는 웹스터, 미들턴, 매신저, 포드 등과 작품을 같이 쓴다. 하지만 얼마 뒤인 1607년에 출판된 ≪바빌론의 창녀(The Whore of Babylon)≫는 그의 작품 중 졸작이라는 평가를 받는다. 데커는 셰익스피어처럼 당대 최고의 인기를 누린 왕정파 작가도 아니요 벤 존슨처럼 고전문학에 정통한 작가도 아니었다. 하지만 그는, 헨슬로의 일기에 의하면, 가장 다작을 한 작가 중 하나로 그가 단독이나 공동으로 쓴 작품만 해도 41편 기록되어 있다. 현재 41편 중 23편의 작품이 전해져 내려온다. 헨슬로는 데커에게 원고료로 100파운드를 지불했는데, 이는 당시로서는 최고 액수였다. 헨슬로가 일기에 열거한 극작가들의 총 작품 수는 220편인에 데커가 41개의 작품을 썼기 때문에 이를 기준으로 하면 그는 전체의 5퍼센트에 달하는 작품을 쓴 셈이 된다.